# Sphaeronaema rostratum
Sphaeronaema rostratum är en svampart som beskrevs av Fuckel 1870. Sphaeronaema rostratum ingår i släktet Sphaeronaema, divisionen sporsäcksvampar och riket svampar.   Inga underarter finns listade i Catalogue of Life.